# Distretto di Kaisō
Il distretto di Kaisō (海草郡, Kaisō-gun?) è uno dei distretti della prefettura di Wakayama, in Giappone.
Attualmente l'unico comune che fa parte del distretto è Kimino.
| Controllo di autorità | VIAF (EN) 251206143 · NDL (EN, JA) 00631181 |